# 大江姓北小路家
北小路家（きたこうじけ）は、大江氏嫡流の公家・華族の家。公家としての家格は半家、華族としての家格は子爵家。

## 概要
大江匡重の子の北小路俊宣を祖とする。代々近衛家の諸大夫や聖護院門跡の坊官などを務める地下家だったが、俊常が六位蔵人の極﨟（最先任）を祖父から3代続けて勤めたことにより弘化4年（1847年）12月17日に堂上家に格上げされた。家業は文学。江戸時代の家禄は60石。極位極官は従三位非参議。
明治維新の明治2年（1869年）華族制度の発足とともに旧公家として華族に列し、明治14年（1884年）7月7日の華族令の施行で華族が五爵制になると同8日に大納言直任の例がない旧堂上家として俊親が子爵に叙せられた。なお分家の北小路俊昌も明治以降に堂上家の半家に昇進したことで華族に列しており、明治14年（1884年）7月7日の華族令の施行で華族が五爵制になると同8日に一新後華族に列せらるる者として男爵に叙位された（その継嗣の俊岳の代の1901年に爵位返上）。
3代子爵の三郎は貴族院の子爵間の互選で子爵議員に当選して務めた。また宮内省で侍従や式部官、図書寮編修官、同御用掛などを歴任した。
大江氏北小路子爵家は昭和前期に東京市杉並区馬橋にあった。

### 幕末の領地
国立歴史民俗博物館の『旧高旧領取調帳データベース』より算出した幕末の大江氏北小路家領は4村・49石5升6合2勺5才で、その内約は以下の通り。
- 山城国愛宕郡吉田村のうち - 30石2斗1升2勺5才
- 山城国愛宕郡上加茂村のうち - 10石6斗
- 山城国愛宕郡花園村のうち - 1石9升6合
- 山城国葛野郡下津林村のうち - 7石1斗5升